# Талівка (Камишинський район)
Талівка (рос. Таловка) — село у Камишинському районі Волгоградської області Російської Федерації.
Населення становить 1373  особи. Входить до складу муніципального утворення Таловське сільське поселення.

## Історія
Село розташоване у межах українського історичного та культурного регіону Жовтий Клин.
Згідно із законом від 5 березня 2005 року № 1022-ОД органом місцевого самоврядування є Таловське сільське поселення.

## Населення
| 2010 | 2012  | 2013  | 2014  | 2015  | 2016  | 2017  |
| ---- | ----- | ----- | ----- | ----- | ----- | ----- |
| 1395 | ↘1385 | ↘1373 | ↗1376 | ↘1365 | ↘1364 | ↗1373 |